# کیووا کیرین
کیووا کیرین (انگلیسی: Kyowa Kirin) شرکت داروسازی ژاپنی است، که در سال ۱۹۴۹ تأسیس شد.